# Sociedad Deportiva Amorebieta
La Sociedad Deportiva Amorebieta, nota come Amorebieta, è una società calcistica spagnola di Amorebieta-Etxano, nei Paesi Baschi. Milita nella Primera Federación, la terza serie del campionato spagnolo.
Fondata nel 1925, la squadra gioca le partite interne al Campo Municipal de Urritxe, con capienza di 3 000 posti.

## Storia
La Sociedad Deportiva Amorebieta fu costituita nel 1925 alla dissoluzione della Sociedad Deportiva Beti-Arin (fondata il 2 dicembre 1923). Il club della Zornotzarra, insieme ad altre 21 squadre della Biscaglia, aderì alla Federazione calcistica della Biscaglia.
Nella stagione 1926-1927 la squadra offrì ottime prestazioni, rivaleggiando con l'FBC Durango per la vetta della classifica del campionato regionale e concludendo al secondo posto alle spalle degli avversari, al termine di una partita di spareggio, avendo ambo le squadre totalizzato 14 punti in stagione. Il secondo posto valse la promozione nel livello superiore del calcio della Biscaglia, la categoria Preferente C.
Nel 1962-1963 il club giunse in semifinale nel campionato spagnolo dilettantistico, dove affrontò la squadra giovanile del Real Madrid e fu battuta per 2-0 a Vallecas, per poi pareggiare per 2-2 nella partita di ritorno e subire, così, l'eliminazione.
Diciotto anni più tardi, nel 1981, la squadra si piazzò seconda in Preferente e giocò la partita di spareggio per la promozione contro il Mondragón, che vinse per 4-3 all'andata, ma fu sconfitto per 2-0 in casa dei rivali. L'Amorebieta raggiunse in questo modo la  Tercera División, quarto livello del calcio spagnolo, dove rimase per i successivi trent'anni.
Il 29 maggio 2011 l'Amorebieta ottenne per la prima volta la promozione in Segunda División B, la terza serie spagnola, battendo il Manacor ai play-off. Classificatasi quarta nel Girone 2 della terza serie nel 2011-2012,  partecipò ai play-off, dove fu eliminata al primo turno dal Balompédica Linense.
Il 22 maggio 2021 la squadra guadagnò la promozione in Segunda División, la seconda serie spagnola, battendo il Badajoz nella finale dei pllay-off. A causa dell'inadeguatezza del Campo Municipal de Urritxe, nel 2021-2022 il club gioca le partite interne nel centro sportivo di Lezama, di proprietà dell'Athletic Bilbao.

## Cronistoria
| Stagione | Livello | Divisionee | Piazzam. | Coppa del Re |
| -------- | ------- | ---------- | -------- | ------------ |
| 1939-40  | 5       | 2ª Reg.    | 3°       |              |
| 1940-41  | 5       | 2ª Reg.    | 3°       |              |
| 1941-42  | 6       | 2ª Reg.    | 1st      |              |
| 1942-43  | 5       | 1ª Reg. B  | 2°       |              |
| 1943-44  | 4       | 1ª Reg.    | 3°       |              |
| 1944-45  | 4       | 1ª Reg.    | 2°       |              |
| 1945-46  | 4       | 1ª Reg.    | 3°       |              |
| 1946-47  | 4       | 1ª Reg.    | 13°      |              |
| 1947-48  | 5       | 2ª Reg.    | 6°       |              |
| 1948-49  | 5       | 2ª Reg.    | 2°       |              |
| 1949-50  | 5       | 2ª Reg.    | 8°       |              |
| 1950-51  | 5       | 2ª Reg.    | 6°       |              |
| 1951-52  | 5       | 2ª Reg.    | 3°       |              |
| 1952-53  | 5       | 2ª Reg.    | 9°       |              |
| 1953-54  | 5       | 2ª Reg.    | 7°       |              |
| 1954-55  | 5       | 2ª Reg.    | 8°       |              |
| 1955-56  | 5       | 2ª Reg.    | 3°       |              |
| 1956-57  | 5       | 2ª Reg.    | 4°       |              |
| 1957-58  | 5       | 2ª Reg.    | 6°       |              |
| 1958-59  | 5       | 2ª Reg.    | 2°       |              |

| Stagione | Livello | Divisionee | Piazzam. | Coppa del Re |
| -------- | ------- | ---------- | -------- | ------------ |
| 1959-60  | 5       | 2ª Reg.    | 1st      |              |
| 1960-61  | 4       | 1ª Reg.    | 4°       |              |
| 1961-62  | 4       | 1ª Reg.    | 3°       |              |
| 1962-63  | 3       | 3ª         | 3°       |              |
| 1963-64  | 3       | 3ª         | 10°      |              |
| 1964-65  | 3       | 3ª         | 7°       |              |
| 1965-66  | 3       | 3ª         | 3°       |              |
| 1966-67  | 3       | 3ª         | 12°      |              |
| 1967-68  | 3       | 3ª         | 12°      |              |
| 1968-69  | 4       | Reg. Pref. | 7°       |              |
| 1969-70  | 4       | Reg. Pref. | 5°       |              |
| 1970-71  | 4       | Reg. Pref. | 9°       |              |
| 1971-72  | 4       | Reg. Pref. | 18°      |              |
| 1972-73  | 5       | 1ª Reg.    | 5°       |              |
| 1973-74  | 5       | 1ª Reg.    | 3°       |              |
| 1974-75  | 4       | Reg. Pref. | 13°      |              |
| 1975-76  | 4       | Reg. Pref. | 13°      |              |
| 1976-77  | 4       | Reg. Pref. | 18°      |              |
| 1977-78  | 5       | Reg. Pref. | 14°      |              |
| 1978-79  | 5       | Reg. Pref. | 6°       |              |

| Stagione | Livello | Divisione  | Piazzam. | Coppa del Re  |
| -------- | ------- | ---------- | -------- | ------------- |
| 1979-80  | 5       | Reg. Pref. | 3°       |               |
| 1980-81  | 5       | Reg. Pref. | 2°       |               |
| 1981-82  | 4       | 3ª         | 5°       |               |
| 1982-83  | 4       | 3ª         | 3°       | Primo turno   |
| 1983-84  | 4       | 3ª         | 9°       | Primo turno   |
| 1984-85  | 4       | 3ª         | 3°       |               |
| 1985-86  | 4       | 3ª         | 5°       | Primo turno   |
| 1986-87  | 4       | 3ª         | 5°       | Primo turno   |
| 1987-88  | 4       | 3ª         | 9°       | Primo turno   |
| 1988-89  | 4       | 3ª         | 16°      |               |
| 1989-90  | 4       | 3ª         | 12°      |               |
| 1990-91  | 4       | 3ª         | 4°       |               |
| 1991-92  | 4       | 3ª         | 4°       | Primo turno   |
| 1992-93  | 4       | 3ª         | 14°      | Secondo turno |
| 1993-94  | 4       | 3ª         | 17°      |               |
| 1994-95  | 4       | 3ª         | 12°      |               |
| 1995-96  | 4       | 3ª         | 10°      |               |
| 1996-97  | 4       | 3ª         | 13°      |               |
| 1997-98  | 4       | 3ª         | 4°       |               |
| 1998-99  | 4       | 3ª         | 14°      |               |

| Stagione  | Livello | Divisione | Piazzam. | Coppa del Re |
| --------- | ------- | --------- | -------- | ------------ |
| 1999-2000 | 4       | 3ª        | 12°      |              |
| 2000-01   | 4       | 3ª        | 13°      |              |
| 2001-02   | 4       | 3ª        | 4°       |              |
| 2002-03   | 4       | 3ª        | 13°      |              |
| 2003-04   | 4       | 3ª        | 13°      |              |
| 2004-05   | 4       | 3ª        | 13°      |              |
| 2005-06   | 4       | 3ª        | 3°       |              |
| 2006-07   | 4       | 3ª        | 2°       |              |
| 2007-08   | 4       | 3ª        | 10°      |              |
| 2008-09   | 4       | 3ª        | 10°      |              |
| 2009-10   | 4       | 3ª        | 3°       |              |
| 2010-11   | 4       | 3ª        | 1st      |              |
| 2011-12   | 3       | 2ª B      | 4°       | Primo turno  |
| 2012-13   | 3       | 2ª B      | 6°       | Primo turno  |
| 2013-14   | 3       | 2ª B      | 10°      | Primo turno  |
| 2014-15   | 3       | 2ª B      | 10°      | Primo turno  |
| 2015-16   | 3       | 2ª B      | 9°       |              |
| 2016-17   | 3       | 2ª B      | 14°      | Terzo turno  |
| 2017-18   | 3       | 2ª B      | 14°      |              |
| 2018-19   | 3       | 2ª B      | 8°       |              |

| Stagione | Livello | Divisionee | Piazzam. | Coppa del Re |
| -------- | ------- | ---------- | -------- | ------------ |
| 2019-20  | 3       | 2ª B       | 6°       | Primo turno  |
| 2020-21  | 3       | 2ª B       | 3° / 3°  | Primo turno  |
| 2021-22  | 2       | 2ª         |          |              |
| 2022-23  | 3       | 3ª         | 1°       | Primo turno  |

## Partecipazioni ai campionati nazionali
- Segunda División: 1 stagione
- Segunda División B: 10 stagioni
- Tercera División: 36 stagioni

## Palmarès

### Competizioni nazionali
- Tercera División: 1

2010-2011
- Primera Federación: 1

2022-2023 (gruppo 2)

### Altri piazzamenti
- Segunda División B:

Promozione: 2020-2021

## Organico

### Rosa 2023-2024
Aggiornata al 14 settembre 2023.
| N. |                   | Ruolo | Calciatore             |
| -- | ----------------- | ----- | ---------------------- |
| 1  | Spagna (bandiera) | P     | Unai Marino            |
| 2  | Spagna (bandiera) | D     | Jorge Mier             |
| 3  | Spagna (bandiera) | D     | Xabier Etxeita         |
| 4  | Spagna (bandiera) | D     | Manu Hernando          |
| 7  | Spagna (bandiera) | A     | Josué Dorrio           |
| 8  | Spagna (bandiera) | C     | Erik Morán             |
| 9  | Spagna (bandiera) | A     | Eneko Jauregi          |
| 10 | Spagna (bandiera) | C     | Ryan Edwards           |
| 11 | Spagna (bandiera) | D     | Iker Seguín (capitano) |
| 13 | Spagna (bandiera) | P     | Jonmi Magunagoitia     |
| 14 | Spagna (bandiera) | C     | Javi Eraso             |
| 15 | Spagna (bandiera) | D     | Álvaro Núñez           |

| N. |                     | Ruolo | Calciatore      |
| -- | ------------------- | ----- | --------------- |
| 16 | Spagna (bandiera)   | D     | Daniel Lasure   |
| 17 | Spagna (bandiera)   | C     | Rayco Rodríguez |
| 19 | Spagna (bandiera)   | C     | Javier Avilés   |
| 20 | Ghana (bandiera)    | C     | Kwasi Sibo      |
| 21 | Spagna (bandiera)   | D     | Álex Carbonell  |
| 22 | Spagna (bandiera)   | D     | Jon Morcillo    |
| 24 | Spagna (bandiera)   | D     | Josep Gayá      |
| 27 | Colombia (bandiera) | C     | Luis Quintero   |
| 28 | Spagna (bandiera)   | D     | Félix Garreta   |
| 29 | Italia (bandiera)   | A     | Marco Da Graca  |
| 30 | Spagna (bandiera)   | P     | Pablo Cuñat     |

### Rose degli anni precedenti

#### Rosa 2015-2016
| N. |                   | Ruolo | Calciatore         |
| -- | ----------------- | ----- | ------------------ |
|    | Spagna (bandiera) | P     | Oier San Miguel    |
|    | Spagna (bandiera) | P     | Sergio Herrera     |
|    | Spagna (bandiera) | D     | Mikel Méndez       |
|    | Spagna (bandiera) | D     | Mikel Juaristi     |
|    | Spagna (bandiera) | D     | Aitor Blanco       |
|    | Mali (bandiera)   | D     | Aboubacar Diarra   |
|    | Spagna (bandiera) | D     | Iñaki Garmendia    |
|    | Spagna (bandiera) | D     | Alberto Morgado    |
|    | Spagna (bandiera) | D     | Rubén González     |
|    | Spagna (bandiera) | D     | Jon Ander Amelibia |
|    | Spagna (bandiera) | C     | Ibai González      |

| N. |                   | Ruolo | Calciatore        |
| -- | ----------------- | ----- | ----------------- |
|    | Spagna (bandiera) | C     | Iker Seguín       |
|    | Spagna (bandiera) | C     | Mikel Muniozguren |
|    | Spagna (bandiera) | C     | Joseba Garmendia  |
|    | Spagna (bandiera) | C     | Jorge García      |
|    | Spagna (bandiera) | C     | Iván Sales        |
|    | Spagna (bandiera) | C     | Eneko Undabarrena |
|    | Spagna (bandiera) | A     | Asier Goiria      |
|    | Spagna (bandiera) | A     | Joseba Arriaga    |
|    | Spagna (bandiera) | A     | Jon Orbegozo      |
|    | Spagna (bandiera) | A     | Eduardo Ubis      |